# Кропивня (притока Тетерева)
Кропивня — річка в Україні, в межах Вишгородського району Київської області, ліва притока Тетерева (басейн Дніпра). Довжина — 4,3 км.
Бере початок із боліт північніше села Оране. Протікає на південь, тече через село Оране, за 1 км до впадіння змінює напрямок з південного на східний і впадає у Тетерів. 
Русло звивисте, у селі на річці влаштовано ставок.